# Cantón de Mussidan
El cantón de Mussidan era una división administrativa francesa, que estaba situada en el departamento de Dordoña y la región de Aquitania.

## Composición
El cantón estaba formado por once comunas:
- Beaupouyet
- Bourgnac
- Mussidan
- Saint-Étienne-de-Puycorbier
- Saint-Front-de-Pradoux
- Saint-Laurent-des-Hommes
- Saint-Louis-en-l'Isle
- Saint-Martin-l'Astier
- Saint-Médard-de-Mussidan
- Saint-Michel-de-Double
- Sourzac

## Supresión del cantón de Mussidan
En aplicación del Decreto n.º 2014-218 de 21 de febrero de 2014, el cantón de Mussidan fue suprimido el 22 de marzo de 2015 y sus 11 comunas pasaron a formar parte del nuevo cantón de Valle del Isle.